# Franklyn Nubuasah
Franklyn Atese Nubuasah SVD (* 7. Juli 1949 in Likpe Agbozome, Volta Region) ist ein ghanaischer Ordensgeistlicher und römisch-katholischer Bischof von Gaborone.

## Leben
Franklyn Nubuasah besuchte die Schulen in Likpe Agbozome und in Kadjebi. Anschließend trat er der Ordensgemeinschaft der Steyler Missionare bei. Er studierte Philosophie und Katholische Theologie am regionalen Priesterseminar in Tamale. Am 26. Juli 1980 empfing Nubuasah das Sakrament der Priesterweihe. Danach wurde er als Missionar nach Botswana entsandt, wo er acht Jahre lang in Maun wirkte. Anschließend war Franklyn Nubuasah in der Ausbildung der Novizen der Steyler Missionare in Ghana tätig. Später wurde Nubuasah für weiterführende Studien in die USA entsandt, wo er an der Duquesne University in Pittsburgh einen Master of Arts erwarb. Nach der Rückkehr in seine Heimat wurde er Novizenmeister seiner Ordensgemeinschaft.
Papst Johannes Paul II. ernannte ihn 27. Juni 1998 zum Apostolischen Vikar von Francistown und zum Titularbischof von Pauzera. Der Bischof von Gaborone, Boniface Tshosa Setlalekgosi, spendete ihm am 7. November desselben Jahres in Francistown die Bischofsweihe; Mitkonsekratoren waren Erwin Hecht OMI, Bischof von Kimberley, und Johannes Ludgerus Bonaventure Brenninkmeijer OP, Bischof von Kroonstad. Franklyn Nubuasah wählte den Wahlspruch Servus Domini („Diener des Herrn“). Seit 2002 ist Nubuasah Koordinator der Südafrikanischen Bischofskonferenz für die Iniatitiven der Katholischen Kirche gegen HIV/Aids. 2009 nahm Franklyn Nubuasah an der zweiten Sonderversammlung der Bischofssynode für Afrika zum Thema Die Kirche in Afrika im Dienst der Versöhnung, der Gerechtigkeit und des Friedens teil. Am 9. August 2017 wurde er zudem Apostolischer Administrator des vakanten Bistums Gaborone. Mit der Erhebung des Apostolischen Vikariats Francistown zum Bistum am 2. Oktober 2017 ernannte ihn Papst Franziskus zu dessen erstem Diözesanbischof.
Am 6. Juni 2019 ernannte ihn Papst Franziskus zum Bischof von Gaborone. Die Amtseinführung erfolgte am 17. August desselben Jahres. Papst Franziskus verlieh ihm am 5. Juli 2021 den persönlichen Titel eines Erzbischofs.

## Schriften
- Stigma and discrimination. In: Michael Czerny (Hrsg.): AIDS and the African Church: to shepherd the Church, family of God in Africa, in the age of AIDS. Paulines Publications Africa, Nairobi 2005, ISBN 978-9966-08-037-0, S. 35–42 (englisch, google.de).